# JUNNA
JUNNA（じゅんな、2000年11月2日 - ）は、日本の女性歌手。愛知県名古屋市出身。血液型はB型  所属事務所はキューブ、所属レーベルはFlyingDog。

## 略歴
幼い頃はカラオケで歌うことが好きで、小学4年生の頃よりボーカルスクールに通い始める。6年生の頃に発表会で初めてステージに立ち、人前で歌う楽しさを知って歌手を目指すようになる。
2015年にキューブとJVCケンウッド・ビクターエンタテインメントと横浜エフエム放送が共催した「MUSICUBE AUDITION 2015 with VICTOR ENTERTAINMENT in YOKOHAMA」に応募して落選するも、それがきっかけでフライングドッグの目に留まり、2016年4月放送開始のテレビアニメ『マクロスΔ』で劇中音楽ユニット「ワルキューレ」のエースボーカルである美雲・ギンヌメールの歌唱を担当し、デビューすることになった。「いけないボーダーライン」のレコーディング時では14歳であり、「マクロスシリーズ」の歌姫としては史上最年少となる。楽曲のリリースに加え、ワルキューレの声優メンバー4人とともにZeppや横浜アリーナでライブを行った。
2017年3月、個人名義でのソロデビューを発表し、同年6月21日に1stミニアルバム『Vai! Ya! Vai!』をリリースした。8月よりファーストライブツアーを行い、幕開けの赤坂BLITZ2DAYSは即時完売を記録。11月1日に1stシングル「Here」をリリースし、主要音楽配信サイト10サイトでデイリーチャート1位を獲得した。
2020年に予定されていた自身最大規模の4thライブツアー「JUNNA ROCK YOU TOUR 2020 〜19才の誓い〜」は新型コロナウイルス感染症の流行により全公演中止となった。20歳の誕生日を迎えた11月2日に無観客生配信ライブを行い、12月9日に2ndアルバム『20×20』をリリースした。
2021年、第15回声優アワードにて「ワルキューレ」として歌唱賞を受賞。
2024年3月、国際基督教大学を卒業した。

## 人物
もともと美雲役は他のメンバーと同じく歌と声を両方とも担当する声優を探していたが、「圧倒的な歌唱力」という設定に合致する候補者が見つからず、ビクターの新人開発セクションの紹介でJUNNAが歌い手として選ばれた。アニメ制作サイドではユニット内で1人だけ声と歌が別になることを懸念していたが、スタジオオーディションでJUNNAの生歌を聴き、その歌唱力に圧倒されたという。本人は『マクロスΔ』のオファーを受けるまで、アニメは『サザエさん』や『ちびまる子ちゃん』などのファミリー作品しか知らず、アニメの中で歌が大きく扱われていることに驚いたという。まったく知らない世界だったので不安もあったが、母の助言で決心を固めたという。
デビュー当時15歳（中学3年生）という年齢に見合わない力強い歌声と大人びた雰囲気の持ち主であるが、ワルキューレのメンバーと会話するときは年相応に可愛らしく、意外と天然っぽい面もあるという。
3・4歳の頃から英語を学んでおり、高校・大学でも英語を中心に勉強している。オーストラリアやカナダに短期留学した経験がある。英語曲を歌ったり、海外のライブでファンと英語で交流したいと思っている。
口癖は「ヤバい」。ライブ本番前にステージ裏で緊張して「ヤバい！ ヤバい！」と繰り返していたことから、デビューアルバムの表題曲が「Vai! Ya! Vai!」というタイトルになった。いい意味でも悪い意味でも使われる「ヤバい」に、2倍・3倍の「倍」を付けた「倍ヤヴァイ！」という意味合いもある。
趣味はYouTuberの投稿動画を観ること。好きな食べ物はおつまみ（乾きもの）。好きなアーティストや影響を受けたアーティストとして、Superflyやいきものがかり、aiko、ONE OK ROCK、三浦大知、わーすたを挙げている。
基本的にインドア派で虫が苦手。海か山なら海派だが、泳ぎはクロールしか出来ない。

## ディスコグラフィ

### CDシングル
※RIAJ認定は全てダウンロードによるもの
|            | 発売日         | タイトル             | 規格品番   | 規格品番   | オリコン 最高位 | RIAJ 認定 |
| 初回限定盤 | 発売日         | タイトル             | 通常盤     |            | オリコン 最高位 | RIAJ 認定 |
| ---------- | -------------- | -------------------- | ---------- | ---------- | --------------- | --------- |
| 1st        | 2017年11月1日  | Here                 |            | VTCL-35263 | 14位            | ゴールド  |
| 2nd        | 2018年7月18日  | 紅く、絶望の花。     | VTCL-35278 | 34位       |                 |           |
| 3rd        | 2019年1月23日  | コノユビトマレ       | VTCL-35293 | 29位       |                 |           |
| 4th        | 2019年7月24日  | イルイミ             | VTCL-35304 | 41位       |                 |           |
| 5th        | 2021年10月6日  | 海と真珠             | VTZL-190   | VTCL-35330 | 17位            |           |
| 6th        | 2022年2月16日  | 風の音さえ聞こえない |            | VTCL-35341 | 29位            |           |
| 7th        | 2023年10月25日 | 眠らされたリネージュ | VTZL-233   | VTCL-35363 | 29位            |           |

### 配信限定シングル
| 配信開始日     | タイトル   | 規格品番    |
| -------------- | ---------- | ----------- |
| 2021年12月22日 | 太陽の航路 | VE3WA-19400 |

### アルバム
|            | 発売日         | タイトル                         | 規格品番 | 規格品番   | オリコン 最高位 |
| 初回限定盤 | 発売日         | タイトル                         | 通常盤   |            | オリコン 最高位 |
| ---------- | -------------- | -------------------------------- | -------- | ---------- | --------------- |
| ミニ       | 2017年6月21日  | Vai! Ya! Vai!                    |          | VTCL-60450 | 21位            |
| 1st        | 2018年10月31日 | 17才が美しいなんて、誰が言った。 | VTZL-147 | VTCL-60475 | 12位            |
| 2nd        | 2020年12月9日  | 20×20                            | VTZL-178 | VTCL-60538 | 33位            |
| 3rd        | 2023年4月12日  | Dear                             | VTZL-224 | VTCL-60570 | 20位            |

### 配信限定アルバム
| 配信開始日   | タイトル  | 規格品番    |
| ------------ | --------- | ----------- |
| 2022年8月5日 | 曖昧な2人 | VEATP-40152 |

### タイアップ曲
| 曲名                 | タイアップ                                                            | 時期   |
| -------------------- | --------------------------------------------------------------------- | ------ |
| Here                 | テレビアニメ『魔法使いの嫁』オープニングテーマ                        | 2017年 |
| 紅く、絶望の花。     | テレビアニメ『ロード オブ ヴァーミリオン 紅蓮の王』エンディングテーマ | 2018年 |
| コノユビトマレ       | テレビアニメ『賭ケグルイ××』オープニングテーマ                        | 2019年 |
| Sky                  | コミックス宣伝PV『魔法使いの嫁 学院篇』挿入歌                         | 2019年 |
| イルイミ             | テレビアニメ『BEM』エンディングテーマ                                 | 2019年 |
| 海と真珠             | テレビアニメ『海賊王女』オープニングテーマ                            | 2021年 |
| 太陽の航路           | テレビアニメ『海賊王女』挿入歌                                        | 2021年 |
| 風の音さえ聞こえない | テレビアニメ『錆喰いビスコ』オープニングテーマ                        | 2022年 |
| フラクタル           | テレビアニメ『錆喰いビスコ』挿入歌                                    | 2022年 |
| 曖昧な2人            | 東海テレビ・フジテレビ系「土ドラ」『個人差あります』主題歌            | 2022年 |
| Dear                 | テレビアニメ『魔法使いの嫁 SEASON2』オープニングテーマ                | 2023年 |
| 眠らされたリネージュ | テレビアニメ『魔法使いの嫁 SEASON2』第2クールオープニングテーマ       | 2023年 |

### 参加作品
| 発売日         | 商品名                                                    | 歌 | 楽曲                                                            | 備考                                                           |
| -------------- | --------------------------------------------------------- | --- | --------------------------------------------------------------- | -------------------------------------------------------------- |
| 2019年5月17日  | CROSSING STORIES                                          | 亜咲花、石原夏織、伊藤美来、オーイシマサヨシ、大橋彩香、ZAQ、JUNNA、鈴木このみ、スフィア、TRUE、towana（fhána）、畠中祐、幹葉（スピラ・スピカ）、三森すずこ | 「CROSSING STORIES」                                            | ライブイベント『Animelo Summer Live 2019 -STORY-』テーマソング |
| 2020年11月25日 | KanColle Memorial Compilation                             | JUNNA | 「海色」                                                        | AKINO from bless4のカバー                                      |
| 2021年10月20日 | 劇場版マクロスΔ 絶対LIVE!!!!!! オリジナルサウンドトラック | Yami_Q_ray | 「Glow in the dark」 「Diva in Abyss」 「綺麗な花には毒がある」 | 劇場アニメ『劇場版マクロスΔ 絶対LIVE!!!!!!』挿入歌             |
| 2021年10月20日 | 劇場版マクロスΔ 絶対LIVE!!!!!! オリジナルサウンドトラック | ハインツ（メロディー・チューバック）、Yami_Q_ray | 「Heinz vs.Yami_Q_ray」                                         | 劇場アニメ『劇場版マクロスΔ 絶対LIVE!!!!!!』挿入歌             |

## 出演

### アニメ
- マクロスΔ（2016年） - 美雲・ギンヌメール（歌）[6]
- 劇場版マクロスΔ 激情のワルキューレ（2018年） - 美雲・ギンヌメール（歌）
- 劇場版マクロスΔ 絶対LIVE!!!!!!（2021年） - 美雲・ギンヌメール（歌）、闇雲（歌）[33]

### ゲーム
- マクロスΔスクランブル（2016年） - 美雲・ギンヌメール（歌）

### パチスロ・パチンコ
- PフィーバーマクロスΔ（2019年） - 美雲・ギンヌメール（歌）

### TV
- スマイルスタジアムNST（2023年7月29日）[34]。
- スマイルスタジアムNST（2023年8月19日）[35]。

## ライブ・イベント
ワルキューレの一員としての出演に関してはワルキューレ (マクロスΔ)に掲載。

### 合同ライブ
| 出演日                | タイトル                                                                        | 会場                                                                     |
| --------------------- | ------------------------------------------------------------------------------- | ------------------------------------------------------------------------ |
| 2017年4月5日          | 夢見るノンフィクション                                                          | TSUTAYA O-WEST（東京都）                                                 |
| 2017年7月27日 - 28日  | 夢見るノンフィクション                                                          | TSUTAYA O-WEST（東京都）                                                 |
| 2017年11月23日        | ANIMAX MUSIX 2017 YOKOHAMA                                                      | 横浜アリーナ（神奈川県）                                                 |
| 2018年10月7日         | 長岡 米百俵フェス 〜花火と食と音楽と〜 2018                                     | 東山ファミリーランド（新潟県）                                           |
| 2019年1月27日         | リスアニ！LIVE 2019                                                             | 日本武道館（東京都）                                                     |
| 2019年9月1日          | Animelo Summer Live 2019 -STORY-                                                | さいたまスーパーアリーナ（埼玉県）                                       |
| 2019年10月6日         | フライングドッグ10周年記念LIVE―犬フェス2！―                                     | 豊洲PIT（東京都）                                                        |
| 2019年12月28日        | リスアニ！LIVE SHANGHAI                                                         | 万代南梦宫上海文化中心 梦想剧场（上海）                                  |
| 2021年2月28日         | リスアニ！LIVE 2021 SUNDAY STAGE                                                | 日本武道館（東京都）                                                     |
| 2021年11月20日        | ANIMAX MUSIX 2021                                                               | 横浜アリーナ（神奈川県）                                                 |
| 2022年9月17日         | ナガノアニエラフェスタ 20〜22                                                   | 駒場公園（長野県）                                                       |
| 2022年10月7日         | 長岡 米百俵フェス 〜花火と食と音楽と〜 2022                                     | 東山ファミリーランド（新潟県）                                           |
| 2022年11月27日        | Anime Festival Asia Singapore 2022                                              | Suntec Singapore Convention & Exhibition Centre（シンガポール）          |
| 2023年1月29日         | リスアニ！LIVE 2023 SUNDAY STAGE                                                | 日本武道館（東京都）                                                     |
| 2023年10月7日         | 長岡 米百俵フェス 〜花火と食と音楽と〜 2023                                     | 東山ファミリーランド（新潟県）                                           |
| 2023年11月18日        | ANIMAX MUSIX 2023                                                               | 横浜アリーナ（神奈川県）                                                 |
| 2023年12月9日         | FicitonJunction 30th Anniversary / Yuki Kajiura LIVE vol.#19 〜Kaji Fes. 2023〜 | 日本武道館（東京都）                                                     |
| 2024年1月27日         | リスアニ！LIVE 2024 SATURDAY STAGE                                              | 日本武道館（東京都）                                                     |
| 2024年3月30日         | Lemino presents ANIMAX MUSIX 2024 SPRING                                        | 武蔵野の森総合スポーツプラザ メインアリーナ（東京都）                    |
| 2024年10月23日 - 25日 | ANIMENIA ABU DHABI                                                              | マナラト・アル・サディヤット（アラブ首長国連邦）                         |
| 2025年2月8日          | AEX32 Santiago 2025                                                             | Centro cultural Estación Mapocho（チリ）                                 |
| 2025年5月15日         | ながおか 米百俵フェス ～花火と食と音楽と～ 2025                                 | 国営越後丘陵公園（新潟県）                                               |
| 2025年7月19日         | JOIN ALIVE 2025                                                                 | いわみざわ公園（北海道）                                                 |
| 2025年8月8日 - 10日   | Animethon 2025                                                                  | Edmonton Convention Centre（英語: Edmonton Convention Centre）（カナダ） |